# Magrat Ajostiernos
Magrat Ajostiernos es un personaje ficticio del Mundodisco de Terry Pratchett. Es la tercera en el aquelarre formado por las brujas Yaya Ceravieja y Tata Ogg. Representa el papel de la doncella según la Wicca.

## Características
Magrat es una bruja joven, una parodia a las practicantes de las corrientes New age y wicca, que cree en todas esas tonterías de las invocaciones, la luna y las diosas, que brujas mayores y más experimentadas desprecian. Por ello suele discutir con Yaya. 
El Verence se enamora de ella en Brujerías y se casan. Su lugar en el cónclave (Doncella) es entonces ocupado por Agnes Nitt. Sin embargo, en Carpe Jugulum, Magrat ha quedado embarazada y cuando vuelve al aquelarre, no es Doncella pero tampoco Madre.
El persjonaje aparece en la mayoría de novelas del Disco. También se la menciona en ¡Guardias! ¿Guardias?.

## Novelas donde aparece
Por orden cronológico de publicación original:
- Brujerías (Wyrd Sisters).
- Brujas de viaje (Witches Abroad).
- Lores y damas (Lords and Ladies).
- Carpe Jugulum.
- La Corona del Pastor (The shepherd's crown).

- Datos: Q3623211